# Лі Се Йон
Лі Се Йон (кор. 이세영, I Seyeong, нар. 20 грудня 1992, Сеул, Південна Корея) — південнокорейська акторка. Вона розпочала кар'єру у 1997 році. Відома ролями у телесеріалах «Де Чан Гим» (2003), «Коронований клоун» (2019), «Червоний рукав» (2021) та «Юридичне кафе» (2022).
Лі Се Йон отримала визнання за свою акторську діяльність та декалька разів потрапляла до списків журналу Forbes «Korea Power Celebrity 40». Се Йон називають «Королевою історичних драм» завдяки її видатним ролям у кількох успішних історичних телесеріалах.

## Біографія
Лі Се Йон народилася в місті Пучхон що знаходиться між Сеулом та Інчхоном. Свою акторську кар'єру вона розпочала у 1997 році, коли її не виповнилося ще й п'яти років, у наступне десятиліття вона зіграла в численних телесеріалах. Одна з її перших ролей у кіно в фільмі «Коли мені виповниться дев'ять», принесла у 2004 році юній акторці першу нагороду.
Зростання популярності Се Йон як дорослої акторки пов'язане з роллю у популярному серіалі вихідного дня «Джентльмен з ательє Вольгусу». Хоча її роль і не була головною, але вдало виконана роль молодої багатої дівчини що до нестями закохалася у вродливого юнака з бідної родини, дуже полюбилася глядачам та принесла акторці численні нагороди. У 2017 році акторка зіграла свою першу головну роль у серіалі «Топ хіт». У 2019 році Се Йон зіграла одну з головних ролей в історичному серіалі «Коронований клоун», в тому ж році вона зіграла в медичній драмі «Лікар Джон». Ролі в обох серіалах принесли Се Йон нагороди. У січні 2020 року відбулася прем'єра романтичного серіалу «Який у тебе хліб» в якому знімається Се Йон.

## Фільмографія

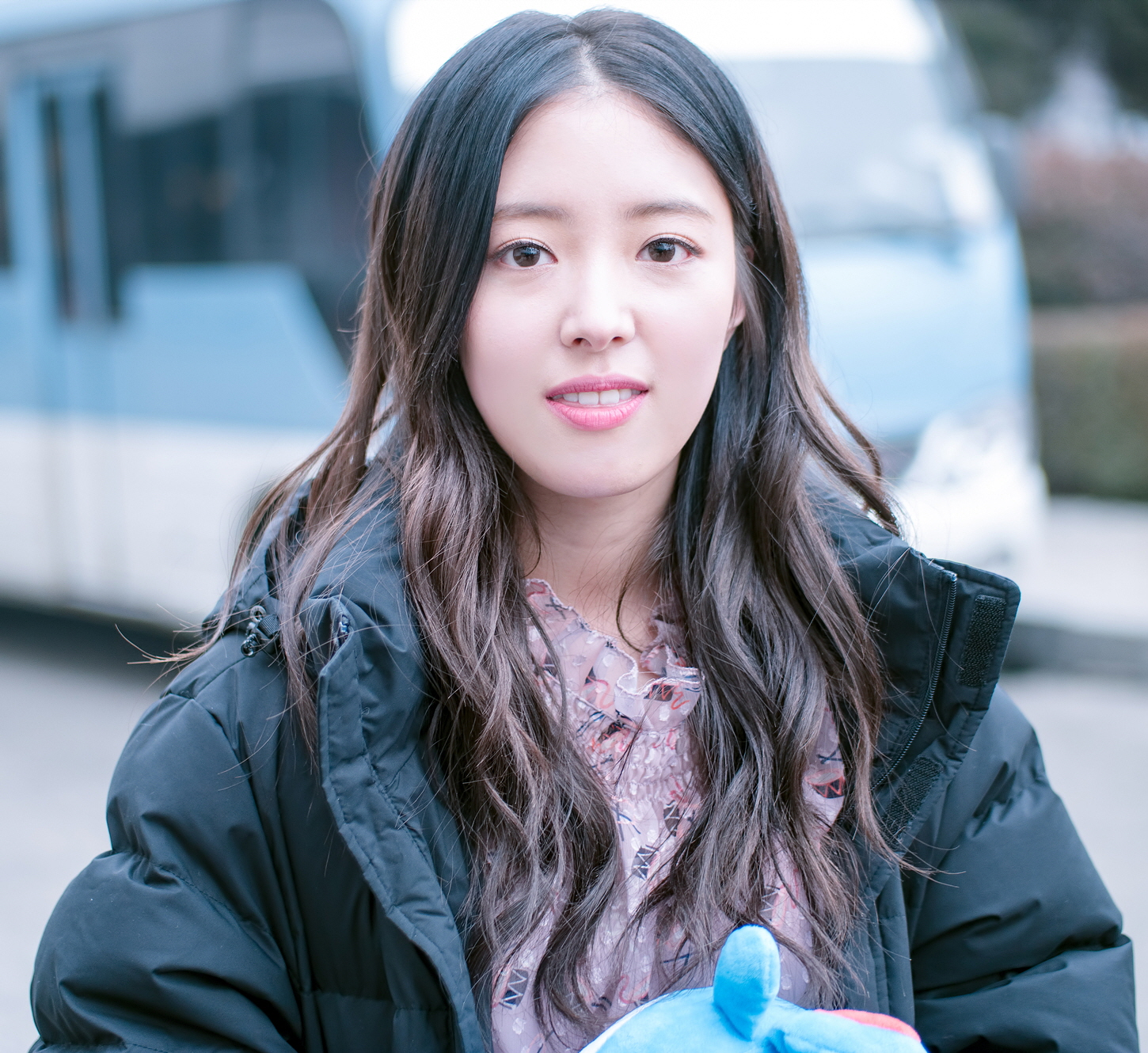
Лі Се Йон у 2017 році

### Телевізійні серіали
| Рік         | Назва                                                 | Роль                            | Мережа        |
| ----------- | ----------------------------------------------------- | ------------------------------- | ------------- |
| 1997        | «Братська ріка»                                       |                                 | SBS           |
| 1998        | «Шлях Великої династії»                               | принцеса Чхонсон                | MBC           |
| 1998        | «Донька моєї матері»                                  |                                 | SBS           |
| 1999        | «Чи ми дійсно кохали?»                                | юна Кан Чейон                   | MBC           |
| 1999        | «Обіцянка»                                            |                                 | SBS           |
| 1999        | «Небезпечна колискова»                                | Ім Чамін                        | KBS2          |
| 2000        | «Відтворити пісню»                                    | Кан Сон'ї                       | MBC           |
| 2000        | «Той, що покинутий нею»                               |                                 | MBC           |
| 2000        | «Дурна принцеса»                                      | Йо Сатбьоль                     | MBC           |
| 2001        | «Я хочу бачити твоє обличчя»                          | Лі Содам                        | MBC           |
| 2002        | «Подарунок»                                           | Кім Дахі                        | MBC           |
| 2002        | «Робінзон Крузо»                                      | Лі Хьочон                       | EBS           |
| 2002        | «Моє кохання Патці»                                   | юна Ян Сон'ї                    | MBC           |
| 2002        | «Кухарка» (спеціальна драма)                          |                                 | MBC           |
| 2003        | «Сільська принцеса»                                   | юна Лі Инхі                     | MBC           |
| 2003        | «Земля вина»                                          | юна Лі Сонхі                    | SBS           |
| 2003        | «Доролева диско»                                      | Кан Суджі                       | KBS2          |
| 2003        | «Карусель»                                            | юна Сон Инкьо                   | MBC           |
| 2003        | «Де Чан Гим»                                          | юна Цой Ким Йон                 | MBC           |
| 2004        | «Пекін моє кохання»                                   | Чан Нара                        | KBS2          |
| 2005        | «Проливний дощ»                                       | дівчина                         | KBS2          |
| 2005        | «Знову один»                                          | Лі Суджін                       | SBS           |
| 2005        | «Сестри моря»                                         | юна Сон Чхунхї                  | MBC           |
| 2006        | «Великий удар»                                        | Лі Сейон (гість, 143 серія)     | MBC           |
| 2008        | «Слон»                                                | Гук Сейон                       | MBC           |
| 2011        | "Команда реслінгу"Жінки Йонгдока"" (спеціальна драма) | Ча Бонхі                        | KBS2          |
| 2011 — 2012 | «Овочева лавка холостяку»                             | Хан Теін                        | Channel A     |
| 2012        | «Сон імператора»                                      | Чхун Кванньо                    | KBS1          |
| 2012        | «Сумую за тобою»                                      | Хан Арим                        | MBC           |
| 2013        | «Богиня шлюбу»                                        | Но Мінчон                       | SBS           |
| 2013        | «Проблеми підліткового віку»                          | Ян Айон                         | KBS2          |
| 2013        | «Вбивство Хан Ильдже» (фестивальна драма)             | Місу                            | MBC           |
| 2014        | «Закохані у Трот»                                     | Пак Суїн                        | KBS2          |
| 2016        | «Детектив вампір»                                     | Хан Гьовуль                     | OCN           |
| 2016        | «Джентльмен з ательє Вольгусу»                        | Мін Хьо Вон                     | KBS2          |
| 2017        | «Топ хіт»                                             | Чхве У Син                      | KBS2          |
| 2017        | «Корейська одіссея»                                   | Чін Буджа / Чан Се Ра / А Саньо | tvN           |
| 2019        | «Коронований клоун»                                   | Юн Со Ун                        | tvN           |
| 2019        | «Лікар Джон»                                          | Кан Сі Йон                      | SBS           |
| 2020        | «Який у тебе хліб»                                    | Но Мі Ре                        | Naver TV Cast |
| 2020        | «Кайрос»                                              | Хан Є Рі                        | MBC           |
| 2021        | «Червоний рукав»                                      | Сон Док Ім                      | MBC           |
| 2022        | «Юридичне кафе»                                       | Кім Ю Рі                        | KBS2          |
| 2025        | «Мотель Каліфорнія»                                   | Чжи Канхі                       | MBC           |

### Фільми
| Рік  | Назва                           | Роль            |
| ---- | ------------------------------- | --------------- |
| 2004 | «Самотній танець»               | Йон Хї          |
| 2004 | «Коли мені виповниться дев'ять» | Чан У Рім       |
| 2004 | «Прекрасні суперники»           | Ко Мі Нам       |
| 2005 | «Все за кохання»                | Жасмин (камео)  |
| 2007 | «Чудові роки»                   | Су А            |
| 2012 | «Все про мою дружину»           | сталкер (камео) |
| 2012 | «Виноградна цукерка»            | клієнтка банку  |
| 2013 | «Історія жахів 2»               | Се Йон          |
| 2014 | «Гаряча молода кров»            | Со Хї           |
| 2018 | «Місто качок»                   | Хі Чон          |

### Кліпи
- Soul To Soul (S.E.S.[en], 2002 рік)
- 가슴아 그만 (Black, 2008 рік)
- Don't Touch My Girl (Boyfriend, 2011 рік)
- If I (Чан Дон Ха[en], 2014 рік)
- I Feel on You (Лі Син Хван[en] feat. Лі Со Ин, 2014 рік)

## Нагороди
| Рік  | Нагорода                          | Категорія                                             | Робота                          | Результат | Прим.  |
| ---- | --------------------------------- | ----------------------------------------------------- | ------------------------------- | --------- | ------ |
| 2004 | 12-та Премія Chunsa Film Art      | Краща юна акторка                                     | «Коли мені виповниться дев'ять» | Перемога  | [ 9 ]  |
| 2004 | 3-я Корейська кінопремія          | Краща нова акторка                                    | «Коли мені виповниться дев'ять» | Номінація |        |
| 2005 | 41-а Премія мистецтв Пексан       | Краща нова кіноакторка                                | «Прекрасні суперники»           | Номінація |        |
| 2005 | 19-та Премія KBS драма            | Краща юна акторка                                     | «Проливний дощ»                 | Перемога  | [ 10 ] |
| 2016 | 30-та Премія KBS драма            | Краща нова акторка                                    | «Джентльмен з ательє Вольгусу»  | Перемога  | [ 11 ] |
| 2016 | 30-та Премія KBS драма            | Краща пара (разом з Хьон У)                           | «Джентльмен з ательє Вольгусу»  | Перемога  | [ 11 ] |
| 2017 | 53-тя Премія мистецтв Пексан      | Краща нова акторка телебачення                        | «Джентльмен з ательє Вольгусу»  | Перемога  | [ 12 ] |
| 2017 | 10-та Премія Корейської драми     | Краща нова акторка                                    | «Джентльмен з ательє Вольгусу»  | Номінація |        |
| 2019 | 12-та Премія корейської драми     | Нагорода за майстерність (акторки)                    | «Коронований клоун»             | Перемога  | [ 13 ] |
| 2019 | 27-ма Премія SBS драма            | Нагорода за майстерність (акторки мінісеріалу)        | «Лікар Джон»                    | Перемога  | [ 14 ] |
| 2019 | 27-ма Премія SBS драма            | Краща пара (разом з Чі Соном)                         | «Лікар Джон»                    | Номінація | [ 14 ] |
| 2020 | 47-ма Премія MBC драма            | Краща пара (разом з Сін Сон Роком)                    | «Кайрос»                        | Номінація |        |
| 2021 | 48-ма Премія MBC драма            | Краща пара (разом з Лі Чун Хо)                        | «Червоний рукав»                | Перемога  | [ 15 ] |
| 2021 | 48-ма Премія MBC драма            | Нагорода за високу майстерність (акторка мінісеріалу) | «Червоний рукав»                | Перемога  | [ 15 ] |
| 2021 | Сеульська міжнародна премія драми | Видатна корейська акторка                             | «Кайрос»                        | Номінація |        |
| 2022 | 8-ма Премія «Зірок МААТР»         | Краща пара (разом з Лі Чун Хо)                        | «Червоний рукав»                | Номінація |        |
| 2022 | 8-ма Премія «Зірок МААТР»         | Нагорода за майстерність (акторка мінісеріалу)        | «Червоний рукав»                | Номінація |        |
| 2022 | 8-ма Премія «Зірок МААТР»         | Популярна зірка (акторки)                             | «Червоний рукав»                | Номінація |        |
| 2022 | 58-ма Премія мистецтв Пексан      | Найкраща акторка телебачення                          | «Червоний рукав»                | Номінація |        |
| 2022 | 36-та Премія KBS драма            | Краща пара (разом з Лі Син Ґі)                        | «Юридичне кафе»                 | Перемога  | [ 16 ] |
| 2022 | 36-та Премія KBS драма            | Нагорода за майстерність (акторка мінісеріалу)        | «Юридичне кафе»                 | Номінація | [ 16 ] |
| 2022 | 36-та Премія KBS драма            | Нагорода за високу майстерність (акторка)             | «Юридичне кафе»                 | Номінація | [ 16 ] |